# Аркі Енґл
Аркі Енґл (англ. Arkie Engle; нар. 1 січня 1965) — колишній американський тенісист.
Найвищу одиночну позицію світового рейтингу — 287 місце досяг 4 грудня 1989, парну — 283 місце — 16 жовтня 1989 року.

## Фінали ATP Челленджер

### Парний розряд: 1 (0–1)
| Результат | Дата     | Турнір        | Покриття | Партнер      | Суперники                 | Рахунок       |
| --------- | -------- | ------------- | -------- | ------------ | ------------------------- | ------------- |
| Поразка   | Сер 1989 | Віннетка, США | Тверде   | Білл Бенджіс | Вілле Янссон Скотт Ворнер | 7–6, 4–6, 4–6 |